# 異世紀機器人大戰 攜帶版
《異世紀機器人大戰 攜帶版》（日語：アナザーセンチュリーズエピソード ポータブル）是PlayStation Portable（PSP）遊戲。
為《異世紀機器人大戰系列》第五作，也是系列作中首次在PSP上的遊戲。
對應連線合作對戰，可以3人同時操作。

## 概要
和前面的A.C.E系列不同的是，不採用劇本制，而是導入任務制。因此本作沒有具體的故事。
遊戲系統是以《GUNDAM突擊求生戰》（GUNDAM ASSAULT SURVIVE）為基礎並且與A.C.E.系列的系統加以組合而製作。

## 登場機體及出處作品
- ★標誌是系列作初登場作品。☆標誌是在本作復活的作品。

★VS騎士檸檬汽水&40炎
- 凱薩之火（第三代勇者檸檬汽水、蘋果酒）

★交響詩篇 口袋裏的彩虹
- 尼爾瓦修 type ZERO spec2（蘭頓·薩斯頓）
- 尼爾瓦修 type ZERO spec-V（蘭頓·薩斯頓）

Code Geass反叛的魯路修 R2
- 蘭斯洛特·阿爾比昂（樞木朱雀）
- 蜃氣樓（魯路修·蘭佩洛基）

☆Macross Plus
- YF-19/YF-19 超級背包型（勇·戴森）

Macross F
- VF-25 彌賽亞（早乙女有人）／超級背包装備
- VF-25S 彌賽亞（奧茲馬·李）／超級背包装備
- VF-25G 彌賽亞（米海爾·布朗）／超級背包装備
- RVF-25 彌賽亞（盧卡·安傑洛）／超級背包装備

☆機動戰艦 The Prince of Darkness
- 黑百合（天河明人）／艾斯特巴利斯 (明人機)
- 夜天光（北辰）

☆蒼藍流星
- 雷茲納（阿爾巴特羅·納魯·英二·飛鳥）
- 強化型雷茲納（阿爾巴特羅·納魯·英二·飛鳥）

☆聖戰士DUNBINE
- （座間翔）
- （座間翔）
- 茲瓦烏斯（黑騎士）
- 雷普拉甘（潔麗露·克吉比）

☆重戰機
- 艾爾鋼Mk-II（達巴·麥羅德）
- 巴修（加布雷特·賈普雷）
- 歐吉（奧德納·波賽達）

☆機動神腦
- 勇·Brain（伊佐未勇）
- 強納森·巴隆卒（強納森·葛連）
- 昆西·巴隆卒（昆西·伊莎）

☆麟光之翼
- 紅七神（艾薩普·鈴木）
- 蒼鷹（迫水新次郎）

極限戰士
- 多米涅達

☆機甲戰記
- 龍騎1型強化版（若葉健）
- 科洛京（馬約·普拉托）
- 基格諾沙力（古恩·詹姆）

機動戰士Z鋼彈
- Ζ鋼彈

機動戰士鋼彈 逆襲的夏亞
- ν鋼彈
- 沙薩比

☆新機動戰記GUNDAM W 無盡的華爾茲
- 飛翼GUNDAM零式

☆機動新世紀鋼彈X
- 鋼彈X

☆∀鋼彈
- ∀鋼彈（羅蘭·瑟亞克）
- 逆X（基姆·金卡拉姆）

機動戰士鋼彈SEED DESTINY
- 命運鋼彈（真·飛鳥）
- （·大和）

★機動戰士鋼彈00
- GN-001 能天使GUNDAM（剎那·F·塞耶（1st））
- GN-001R2 能天使鋼彈 R2（剎那·F·塞耶（2nd））
- GN-0000+GNR-010 00 Raiser（剎那·F·塞耶（2nd））
- 0鋼彈（實戰配備型）（里朋斯·阿爾馬克）

異世紀機器人大戰原創機
- 量產型亡靈 Mk-II改・N1（皮庫塔·帕特）／N2／N3／N4／N5
- 量產型亡靈 Mk-II改・C1（皮庫塔·帕特）／C2／C3／C4／C5
- 量產型亡靈 Mk-II改・G1（皮庫塔·帕特）／G2／G3／G4／G5

## 原創角色
皮庫塔·帕特（声：宮崎寛務）
悠莉·史丹（声：白石涼子）
傑伊·桑塔（声：桐本琢也）
米拉·雷因（声：齋藤佑圭）
艾爾莎·水樹（声：牛田裕子）
艾妮塔·諾貝爾（声：庄司宇芽香）
量產型亡靈 Mk-II改的駕駛，駕駛服是以《超級機器人大戰OG系列》為準。
歐莎（声：小松由佳）
引導玩家遊玩的女性。

## 外部連結
- Another Century's Episode Portable Official Web※A.C.E.系列官網。現在也為《A.C.E.Portable》的官網。